# كريستوبال روجاس
كريستوبال روجاس (بالإسبانية: Cristóbal Rojas) هو رسام فنزويلي، ولد في 15 ديسمبر 1857 في كوا ‏ في فنزويلا، وتوفي في 8 نوفمبر 1890 في كاراكاس في فنزويلا.